# タルディコルガン
タルディコルガン（カザフ語: Талдықорған / Taldıqorğan / تالدىقورعان カザフ語発音: [tɑɫˌdəqorˈʁɑn]; ロシア語: Талдыкорган, ラテン文字転写: Taldykorgan）は、カザフスタンの都市で、ジェティス州の州都。1993年以前はタルドゥイ＝クルガン（ロシア語: Талды-Курган, ラテン文字転写: Taldy-Kurgan）として知られていた。2022年時点の人口は20万1089人。

## 歴史
チャガタイ・ハン国の時代にはこの地方は「ジェティス」（カザフ語: Жетісу - 『7つの川』の意）と呼ばれた。
1867年、コーカンド・ハン国の北部がロシア帝国に併合され、トルキスタン総督府下で、セミレチエ州（ロシア語: Семиречье）となった。
1997年、タルドゥイ＝クルガン州の廃止に伴いアルマトイ州に編入され、2001年4月14日にアルマトイ州の州都となった。2022年6月8日、アルマトイ州から分離したジェティス州の一部となり、同州の州都に選ばれた。

## 公共施設
タルディコルガンには大学、学院、学会、専修学校、高等学校、幼稚園など多様な教育機関がある。公立医療施設、劇場、遊園地、図書館、市営映画館、競技場、複合スポーツ施設、スイミングプールなども一通り揃っている。

## 交通
市内の空港からはカザフスタンやロシアの各都市に便が就航しているほか、鉄道でも中央アジア各国、ロシア、さらにはバルト三国や中国にまで行くことができる。

## スポーツ
サッカークラブのFCジェティスが本拠地としている。

## 姉妹都市
- アンタルヤ（トルコ）
- マンチェスター（イギリス）

## ゆかりの人物
- アンドレイ・キヴィエフ - プロバイクレーサー